# Tombe delle consorti dei sovrani di Danimarca
Questo è l'elenco dei luoghi di sepoltura delle consorti dei sovrani di Danimarca.

## Regno di Danimarca (900-attuale)
| Sovrano                                                                     | Immagine del sovrano                              | Luogo di sepoltura                                        | Immagine della tomba | Coniuge          |
| --------------------------------------------------------------------------- | ------------------------------------------------- | --------------------------------------------------------- | -------------------- | ---------------- |
| Thyra Danebod (??? - c. 958) Regina consorte di Danimarca (c. 935 - c. 958) |                                                   | Jelling, Danimarca (sepoltura iniziale)                   |                      | Gorm il Vecchio  |
| Thyra Danebod (??? - c. 958) Regina consorte di Danimarca (c. 935 - c. 958) | sconosciuto                                       |                                                           |                      | Gorm il Vecchio  |
| Tove degli Obodriti (??? - ???) Regina consorte di Danimarca (963 - ?)      |                                                   | sconosciuto                                               |                      | Aroldo I         |
| Gyrid Olafsdottir (c. 980/85 - c. 985/87)                                   |                                                   | sconosciuto                                               |                      | Aroldo I         |
| Sigríð Storråda (996-1014)                                                  |                                                   | sconosciuto                                               |                      | Sweyn I          |
| Emma di Normandia (1018-1035)                                               |                                                   | Old Minster, Winchester, Inghilterra (sepoltura iniziale) | N.D.                 | Canuto il Grande |
| Emma di Normandia (1018-1035)                                               | Cattedrale di Winchester, Winchester, Inghilterra |                                                           |                      | Canuto il Grande |